# Беджер (Аляска)
Беджер (англ. Badger) — переписна місцевість (CDP) в США, в окрузі Фербенкс-Норт-Стар штату Аляска. Населення — 19 031 особа (2020).

## Географія
Беджер розташований за координатами 64°48′0″ пн. ш. 147°23′6″ зх. д. / 64.80000° пн. ш. 147.38500° зх. д. (64.800081, -147.385129).  За даними Бюро перепису населення США в 2010 році переписна місцевість мала площу 172,80 км², з яких 169,99 км² — суходіл та 2,81 км² — водойми.

## Демографія
Згідно з переписом 2010 року, у переписній місцевості мешкали 19 482 особи в 6858 домогосподарствах у складі 5118 родин. Густота населення становила 113 осіб/км².  Було 7532 помешкання (44/км²).
Расовий склад населення:
| - 83,8 % — білих - 4,9 % — корінних американців - 2,7 % — чорних або афроамериканців - 1,7 % — азіатів - 0,2 % — вихідців з тихоокеанських островів |

До двох чи більше рас належало 5,8 %. Частка іспаномовних становила 4,5 % від усіх жителів.
За віковим діапазоном населення розподілялося таким чином: 29,5 % — особи молодші 18 років, 65,3 % — особи у віці 18—64 років, 5,2 % — особи у віці 65 років та старші. Медіана віку мешканця становила 31,4 року. На 100 осіб жіночої статі у переписній місцевості припадало 109,9 чоловіків;  на 100 жінок у віці від 18 років та старших — 110,9 чоловіків також старших 18 років.
Середній дохід на одне домашнє господарство  становив 85 944 долари США (медіана — 75 917), а середній дохід на одну сім'ю — 95 700 доларів (медіана — 84 006). Медіана доходів становила 63 167 доларів для чоловіків та 39 684 долари для жінок. За межею бідності перебувало 4,5 % осіб, у тому числі 4,6 % дітей у віці до 18 років та 1,3 % осіб у віці 65 років та старших.
Цивільне працевлаштоване населення становило 10 118 осіб. Основні галузі зайнятості: освіта, охорона здоров'я та соціальна допомога — 21,4 %, публічна адміністрація — 19,2 %, будівництво — 10,4 %, транспорт — 9,4 %.